# Mysmenopsis penai
Mysmenopsis penai là một loài nhện trong họ Mysmenidae.
Loài này thuộc chi Mysmenopsis. Mysmenopsis penai được Norman I. Platnick & Mohammad U. Shadab miêu tả năm 1978.